# Pseudorabdion modiglianii
Pseudorabdion modiglianii là một loài rắn trong họ Rắn nước. Loài này được Doria & Petri mô tả khoa học đầu tiên năm 2010.